# Merothripidae
Merothripidae zijn een familie van tripsen (Thysanoptera). De familie kent 5 geslachten.

## Taxonomie
De familie kent de volgende geslachten:
- Damerothrips
- Erotidothrips
- Jezzinothrips  †
- Merothrips
- Praemerothrips  †